# ادگار لونگو
ادگار لونگو (انگلیسی: Edgar Lungu؛ زادهٔ ۱۱ نوامبر ۱۹۵۶ – درگذشتهٔ ۵ ژوئن ۲۰۲۵) سیاست‌مدار و وکیل اهل زامبیا بود. وی در ژانویه ۲۰۱۵ به مقام ریاست جمهوری زامبیا رسید. او پیش‌تر و در کابینه مایکل ساتا مسئولیت وزارتخانه‌های دادگستری و دفاع را به عهده داشت.
ادگار لونگو در ۵ ژوئن ۲۰۲۵، در سن ۶۸ سالگی در آفریقای جنوبی درگذشت.

## اوایل زندگی و حرفه حقوقی

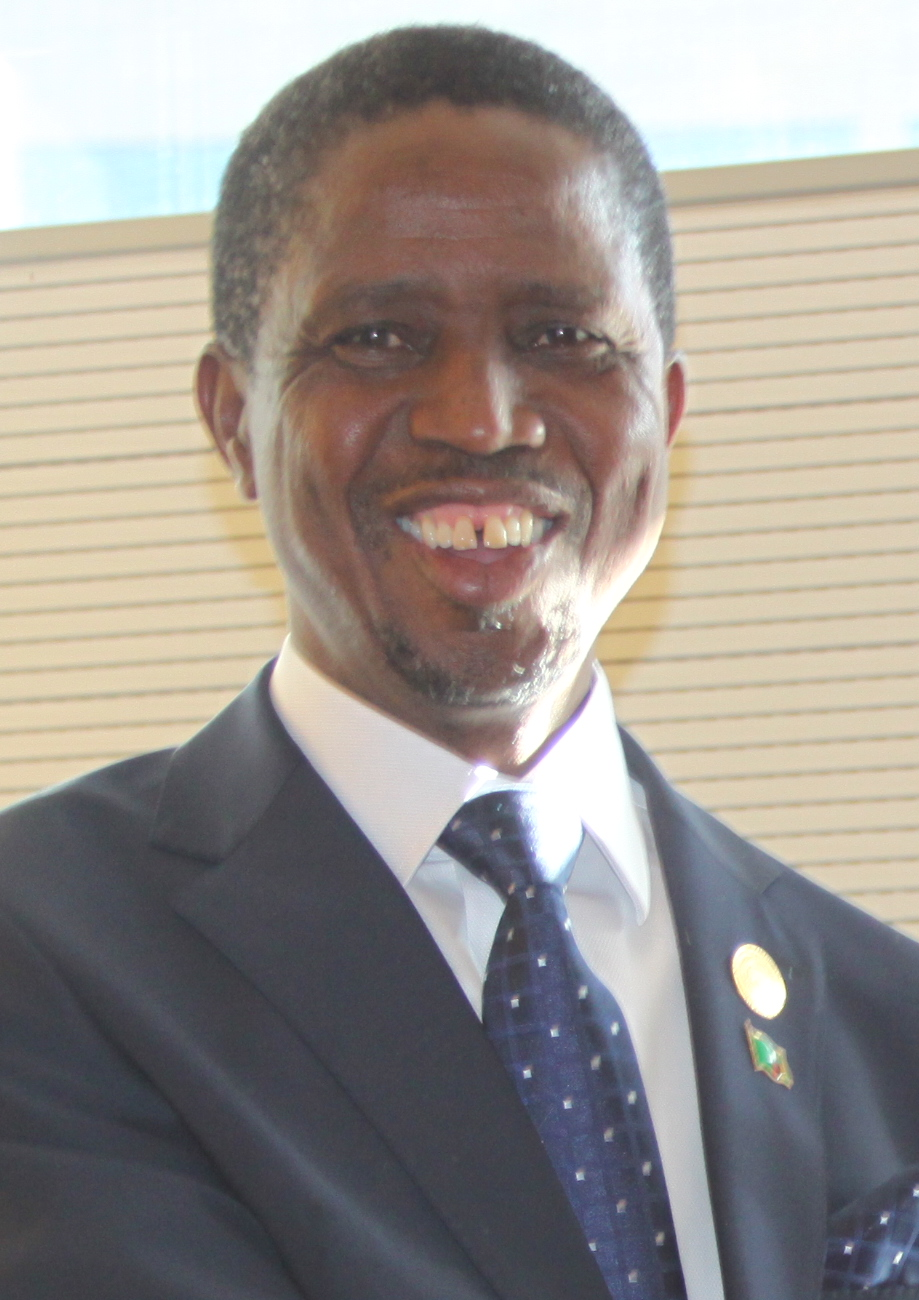
ادگار لونگو در ماه ژانویه ۲۰۱۵

لونگو در تاریخ ۱۱ نوامبر ۱۹۵۶ و در بیمارستان مرکزی ندولا متولد می شود. او پس از فارغ التحصیلی با مدرک کارشناسی حقوق در سال ۱۹۸۱ از دانشگاه زامبیا به شرکت حقوقی آندریا ماسیه در لوزاکا اضافه می شود. بعد از آن لونگو متعاقباً زیر نظر تعلیمات افسران نظامی در میلتز در کابووی زیر نظر سرویس ملی زامبیا همچنین با نام (زد ان اس) قرار می گیرد. بعدها او به وکالت برمی گردد. و لونگو بعد از آن به حرفه سیاست اضافه می شود.
لونگو در سال ۲۰۱۰، مجوز وکالت او را از جانب انجمن حقوقی زامبیا به حالت تعلیق در می آورد. این اقدام پس از آن بود که او به علت سوء کنش های حرفه ای مجرمانه، مجرم شناخته شد.

## زندگی شخصی و مرگ
لونگو در سال ۱۹۸۶ با استر لونگو ازدواج کرد و صاحب شش فرزند شد، از جمله تاسیلا لونگو، نماینده پارلمان (MP) از حوزه انتخابیه چاواما (منتخب در سال ۲۰۲۱). او و خانواده‌اش پیرو فرقه باپتیست بودند.
در سال ۲۰۱۵، فاش شد که لونگو در خارج از زامبیا به دلیل بیماری آشالازی تحت درمان است. در ژوئن ۲۰۲۱ او در جریان یک رویداد نظامی که از تلویزیون پخش می‌شد، به دلیل حمله هیپوگلیسمی، یکی از عوارض آشالازی، از حال رفت.
در اوایل سال ۲۰۲۵، لونگو برای دریافت درمان تخصصی برای یک بیماری ناشناخته به آفریقای جنوبی سفر کرد. تا ماه مه ۲۰۲۵، گزارش شد که وضعیت او با وجود شایعاتی در مورد سلامتی نامناسبش، ثابت مانده است. صبح روز ۵ ژوئن ۲۰۲۵، لونگو پس از تحمل عوارض قلبی ناشی از جراحی که در مدیکلینیک مدفوروم در پرتوریا، آفریقای جنوبی انجام می‌داد، درگذشت. او ۶۸ سال داشت.